# Edmund Heines
Edmund Heines (Monaco di Baviera, 21 luglio 1897 – prigione di Stadelheim, 30 giugno 1934) è stato un militare e politico tedesco, era uno dei leader del partito nazista.
Vice di Ernst Röhm nel gruppo paramilitare delle Sturmabteilung (SA), era uno dei suoi amici e collaboratori più stretti e, probabilmente, anche amante.
Assieme allo stesso Röhm, a Karl Ernst e a Paul Röhrbein faceva parte della cosiddetta "cricca omosessuale" (Homosexuellen-Clique) ai vertici delle SA, fatta eliminare a seguito dell'epurazione voluta espressamente da Adolf Hitler durante la notte dei lunghi coltelli.

## Biografia
Subito dopo aver conseguito la maturità si arruola come volontario nel 1915 durante la prima guerra mondiale, guadagna una croce di ferro di prima classe l'anno seguente, fino a raggiungere nel 1918 il grado di tenente.
Tra il 1919 e il 1922 è a capo di un'unità dei Freikorps Roßbach. Nel 1922 diventa seguace del nazionalsocialismo ed entra a far parte delle SA. L'anno seguente partecipa al putsch di Monaco e viene condannato a 15 mesi di reclusione.
Nel 1926 ottiene il grado di Standartenführer. Nel 1929 viene condannato a morte da una corte marziale per un omicidio commesso nel 1920, ma ben presto è graziato con un'amnistia, pena ridotta a 5 anni, e quindi messo in libertà su cauzione di buona condotta.
Nel 1930 viene eletto membro del Reichstag per il distretto di Liegnitz. A partire dal 1931 ricopre il ruolo di leader delle SA in Slesia e contemporaneamente diviene il vice di Röhm, capo incontrastato delle stesse. Nel 1933 è a capo della polizia di Breslavia e responsabile della formazione del campo di prigionia di KZ Dürrgoy, che definirà "il mio piccolo campo privato".

## Cattura ed esecuzione
Secondo un'intervista rilasciata dall'autista personale di Hitler, Erich Kempka, nel 1946, Heines sarebbe stato sorpreso a letto tra le braccia di un ragazzo quando venne arrestato dalle SS; lo stesso Adolf Hitler pistola alla mano, avrebbe fatto per primo irruzione nella sua stanza della pensione Hanselbauer ove si trovava. Sempre secondo la testimonianza di Kempka, siccome Heines si rifiutava di cooperare alzandosi e rivestendosi, venne trascinato a forza fuori dalla stanza così come si trovava assieme all'amante adolescente, il tutto sotto lo sguardo infuriato di Hitler. Il ragazzo effeminato sarà condotto in cantina e qui assassinato, secondo la testimonianza che ne dà Alfred Rosenberg.
Edmund Heines viene giustiziato nel cortile della prigione di Stadelheim dov'era appena stato condotto, per opera di un plotone di esecuzione comandato da Joseph Dietrich. Lo stesso Joseph Goebbels in un intervento successivo giustificò l'epurazione come una lotta contro la turpitudine morale presente all'interno dei più alti ranghi delle SA. In un discorso tenuto il 13 luglio lo stesso Hitler definirà Heines come uno "dei principali membri di un piccolo gruppo tenuto insieme dalle stesse inclinazioni".
Il fratello minore di Edmund, Oskar (nato il 3 febbraio 1903) era all'epoca anch'egli ufficiale delle SA e venne a sapere quanto accaduto attraverso una relazione alla radio la mattina del 1 luglio; poco dopo è stato anch'egli posto sotto arresto assieme a Werner Engels, e fatto fucilare all'alba del 2 luglio nei pressi dell'odierna Breslavia per ordine dell'ufficiale SS Udo von Woyrsch.

## Personalità
Heines è stato in vita una delle figure più temute e odiate dell'intera leadership nazista, noto ai più per la sua brutalità e spietatezza nonché per il suo accentuato sadismo. Di statura imponente, capelli ricci biondi, occhi blu e labbra di un color rosso ciliegia, lo storico William Shirer riassume così queste caratteristiche: era un uomo col volto morbido da ragazza e il corpo somigliante ad un massiccio e gigantesco armadio.
Anche altri hanno parlato in una maniera molto simile di un viso da ragazzina sul corpo di un camionista ("caratterizzato da un volto di ragazza sul corpo di un camionista"), aggiungendo che "lui era elegante, raffinato, impeccabilmente curato e infine anche un assassino".